# Polyhedron (雑誌)
Polyhedronは、無機化学の査読付きの科学学術雑誌である。1955年にJournal of Inorganic and Nuclear Chemistryとして、エルゼビアから発行された。

## 抄録とインデックス
- BIOSIS Previews（英語版）
- Chemical Abstracts
- Current Contents（英語版）/Physics, Chemical, & Earth Sciences
- Inspec（英語版）
- Science Citation Index
- Scopus

ジャーナルサイテーションレポートによると、2020年のインパクトファクターは3.052である。